# Bulbinella
Bulbinella es un género con 38 especies de plantas bulbosas perteneciente a la familia Xanthorrhoeaceae.
La mayoría de las especies son endémicas de Sudáfrica, está limitada al área de precipitaciones de invierno con unas pocas en Nueva Zelanda donde son más comunes en el centro de la región de Otago que goza de un similar clima a la región del Cabo de Sudáfrica.

## Descripción
Se caracterizan por la presencia de un terminal denso de racimo de flores, de color amarillo, pero a menudo también blanco, rosa o naranja, dependiendo de la especie. En las especies de Nueva Zelanda solo las especies tienen flores blancas y amarillas. 
Las plantas pueden crecer hasta 1 metro de altura y tiene las hojas estrechas, pero nunca  suculentas.

## Especies
- Bulbinella angustifolia
- Bulbinella caudafelis
- Bulbinella divaginata
- Bulbinella elegans
- Bulbinella floribunda
- Bulbinella gibbsii
- Bulbinella hookeri
- Bulbinella latifolia
- Bulbinella modesta
- Bulbinella nutans
- Bulbinella punctulata
- Bulbinella rossii
- Bulbinella talbotii
- Bulbinella trinervis
- Bulbinella triquetra